# ناحیه الین گراو، شهرستان اسکات، آیووا
شهرستان الین گراو، بخش اسکات، لاوا (به انگلیسی: Allens Grove Township, Scott County, Iowa) یک منطقهٔ مسکونی در ایالات متحده آمریکا است که در آیووا واقع شده‌است.

## خصوصیات
شهرستان الین گراو ۷۱٫۸۶ کیلومترمربع مساحت و ۱٬۰۱۷ نفر جمعیت دارد و ۱۹۵ متر بالاتر از سطح دریا واقع شده‌است.